# Campylomyza furva
Campylomyza furva är en tvåvingeart som beskrevs av Edwards 1938. Campylomyza furva ingår i släktet Campylomyza och familjen gallmyggor. Arten är reproducerande i Sverige. Inga underarter finns listade i Catalogue of Life.